# Irupi (kommun)
Irupi är en kommun i Brasilien.   Den ligger i delstaten Espírito Santo, i den sydöstra delen av landet, 800 km sydost om huvudstaden Brasília. Antalet invånare är 11 729.
Följande samhällen finns i Irupi:
- Irupi

Omgivningarna runt Irupi är en mosaik av jordbruksmark och naturlig växtlighet. Runt Irupi är det ganska tätbefolkat, med 60 invånare per kvadratkilometer.